# Batalla de Potrero Obella
La batalla de Potrero Obella se produjo el 28 de octubre de 1867 en Potrero Obella, entre tropas de Brasil, que estaba aliada con  Argentina y Uruguay en la Triple Alianza, contra tropas de Paraguay.

## Acciones previas
Para defender la entrada del Potrero, se designó al Capitán José González con 300 hombres, quien una vez en el lugar indicado inició la rápida construcción de una trinchera.
El Mayor Franco fue destinado con 600 hombres para cubrir Laurel, desde donde también podía accederse a Potrero.
Los aliados, mediante patrullas de reconocimiento ubicaron la posición de González y el Comando dispuso que el General Mena Barreto, con 5.000 hombres bajo su mando, conquistara dicha posición.

## La batalla
Así, el 28 de octubre de 1867, atacaron por el monte, pero ante el incesante fuego de defensa de la artillería paraguaya, se vieron obligados a continuar avanzando por fuera del monte.
Cuando llegaron a las posiciones de la defensa, las fuerzas paraguayas ofrecieron feroz resistencia, pero ante la abrumadora supremacía numérica del enemigo debieron replegarse, no sin antes causar estragos en filas del adversario.
Al día siguiente, el 29, Caxías ordenó el avance en dirección a Tayí. Esta acción provocó inquietud en López, quien sabía que una eventual ocupación de dicha zona por fuerzas aliadas significaría que quedaría cortada la comunicación del ejército paraguayo vía fluvial.